# Стадион имени шейха Джассима бин Хамада
Стадио́н и́мени ше́йха Джа́ссима би́н Хама́да (араб. ملعب جاسم بن حمد‎), также именуемый Стадион «Аль-Садд» — многофункциональный стадион в Эр-Райяне, Катар, домашняя арена клуба «Аль-Садд» и сборной Катара. Был построен в 1974 году и назван в честь ныне покойного Джассима бин Хамада бин Абдуллы аль-Тани (1921—1976), Шейха и первого министра финансов Катара в 1958 — 1976 годах. Стадион дважды реконструирован: сначала в 2004 году к началу проведения Кубка наций Персидского залива 2004, затем в 2009—2010 годах к началу проведения Кубка Азии 2011.

## Характеристики
Сооружение вмещает 15 000 зрителей и располагает VIP-ложей. Стадион является единственным в своём роде на Ближнем Востоке, так как ввиду жаркого климата Катара на стадионе оборудована новаторская система кондиционирования воздуха.

## История
- Кубок наций Персидского залива:

На стадионе были сыграны шесть матчей группового этапа и все четыре матча плей-офф (включая финал) Кубка наций Персидского залива 2004. Победу в финале при общем счёте 1:1 к концу матча одержала сборная Катара, обыграв сборную Омана в серии послематчевых пенальти 5:4.
- Летние Азиатские игры:

В финале соревнования Азиатских игр 2006 сборная Катара обыграла сборную Ирака со счётом 1:0 и стала победителем турнира.
- Лига звёзд Катара:

«Аль-Садд», на данном стадионе, в сезоне 2009/2010 добился только второго места в чемпионате.
- Международные матчи сборной Катара:

На данном стадионе проводятся различные международные матчи с участием сборной Катара.
- Кубок Азии 2011:

На стадионе были сыграны три матча группового этапа, один матч 1/4 финала и матч за третье место.
29 марта 2011 года на стадионе состоялся товарищеский матч между сборной Катара и сборной России, посвящённый победе заявок России и Катара на проведение ЧМ-2018 и ЧМ-2022. Матч был сыгран вничью 1:1.
- Суперкубок Италии по футболу 2016:

Также на стадионе был проведен матч за Суперкубок Италии.